# 김성걸
김성걸(金成杰)은 조선 후기의 문신이다. 자는 명여(鳴汝)이며 호는 용암(龍巖)이다. 본관은 경주이며 경주부 출신이다.

## 생애
경주부의 재지사족으로 영조 31년(1755년)에 증형조참판 김호의 7세손으로 태어났다. 정조 18년(1794년) 학행으로 숭혜전의 전신(前身)인 경순왕전 참봉에 제수되었다. 전참봉 김건항(金建恒)의 주청(奏請)으로 경순왕전을 동천에서 황남으로 이건하라는 윤허가 내려지자, 이에 시임참봉으로서 감역도감(監役都監)을 겸해 이건 공사를 온전히 마쳤으며, 경순왕의 위패와 영정을 옮겨 봉안하였다. 이건 후에도 사비 1만전을 희사하여 묘우 주변의 토지와 수목을 매입하는 등 많은 노력을 기울였다. 이에 지금의 자리에 숭혜전이 있게 되었다. 사직 후 순조 3년(1803년) 김알지가 탄생한 경주 계림에 기적비를 세워줄 것을 주청하였다. 이에 영의정 남공철(南公轍)이 비문을 짓고, 경주부윤 최헌중(崔獻重)이 글씨를 썼으며, 홍문관교리 김희주(金熙周)가 전서하여 현재의 계림비각이 건립되었다. 순조 26년(1826년)에 72세의 나이로 죽었다.

## 가족
·고조부: 훈련원판관 김성철(金聲澈)
·증조부: 출신 김상해(金尙海)
·조　부: 김응정(金應鼎)
·아버지: 김경원(金慶元)
　·아들: 김지묵(金志默)
　　·손자: 김정진(金廷鎭)
　　·손자: 김상진(金相鎭)
　　·손자: 김경진(金敬鎭)
　　·손서: 이재순(李在淳) <여강이씨 무첨당파>
　　·손서: 최제묵(崔濟默) <경주최씨 정무공파>
　　·손서: 김치근(金致根) <안동김씨 보백당파>
　　·손서: 김정상(金定相) <광산김씨 　예안파>
　·아들: 김지익(金志翼)
　　·손자: 김형진(金亨鎭)
　·아들: 김지수(金志守)
　　·손자: 김용진(金容鎭)
　　·손자: 김재진(金宰鎭)
　　·손자: 김교진(金敎鎭)
　　·손서: 이재진(李在搢) <여강이씨 수졸당파>
　　·손서: 최사황(崔思晃) <경주최씨 육의당파>
　·사위: 이복형(李復馨) <경주이씨 익재공파>
　·사위: 이지상(李志祥) <여강이씨 오의정파>
- 동경잡기(東京雜記), 경주읍지(慶州邑誌), 경주김씨세보(慶州金氏世譜), 치암집(癡庵集), 금릉집(金陵集).